# حثل عضلي دوشيني
 الحثل العضلي الدوشيني  (اختصارًا DMD) هو مرض وراثي يصيب جميع أنواع العضلات في الجسم، ويتميز بالضعف في العضلات التي تبدأ من عضلات الحوض، ثم يتطور بسرعة ليصيب جميع عضلات الجسم، وهو ما يؤدي إلى الأعاقة الحركية مبكراً ومن ثم الوفاة في منتصف العمر، ويبلغ معدل الإصابة واحد من 3500 ولادة من الذكورتقريباً، ونادراً ما يصيب الإناث.

## مصطلحات
هناك تداخل بين عدة أمراض متشابهة ومرتبطة بالحثل العضلي (Dystrophinopathies) ومن الممكن فرزها كما يلي:
- الحثل العضلي الدوشيني، أكثر الأمراض حدة في الأعراض.
- الحثل العضلي لبيكر، متاشبه جداً بدوشين لكن بداية ظهور الأعراض متأخر به وحدتها أقل.
- حثل عضلي متوسط النمط، من الممكن تصنيفه كصورة متوسطة الحدة من الحثل العضلي الدوشيني أو صورة شديدة الحدة من الحثل العضلي لبيكر.

## أسباب المرض
السبب مجهول ويتركز في وجود مورث غير طبيعي لمادة تسمى ديستروفين - dystrophin - وهي مادة بروتينية في العضلات، وينتقل هذا المورث عن طريق الكروموسوم الجنسي بالطريقة المتنحية X-linked recessive inherited، وهو ما يعني أن الأناث نادراً ما يصابون بالمرض لوجود زوج من الكروموسومات أحدهما طبيعي، ولكن الأم الحاملة للمرض لديها أحتمال ان تقوم بنقل المورث المعطوب لنصف أطفالها الذكور- ليكونوا مرضى، كما أن هناك أحتمالية ان تنقل المورث المعطوب لنصف بناتها - ليكونوا حاملين للمرض. ويمكن أن تحدث الحالة في عائلة ليس لديها مصابين بالمرض، وهو ما يسمى بالطفرة الجينية الوراثية new mutation، كما أن هناك احتمالية عدم ظهور المرض في الأجيال السابقة.

## أعراض المرض

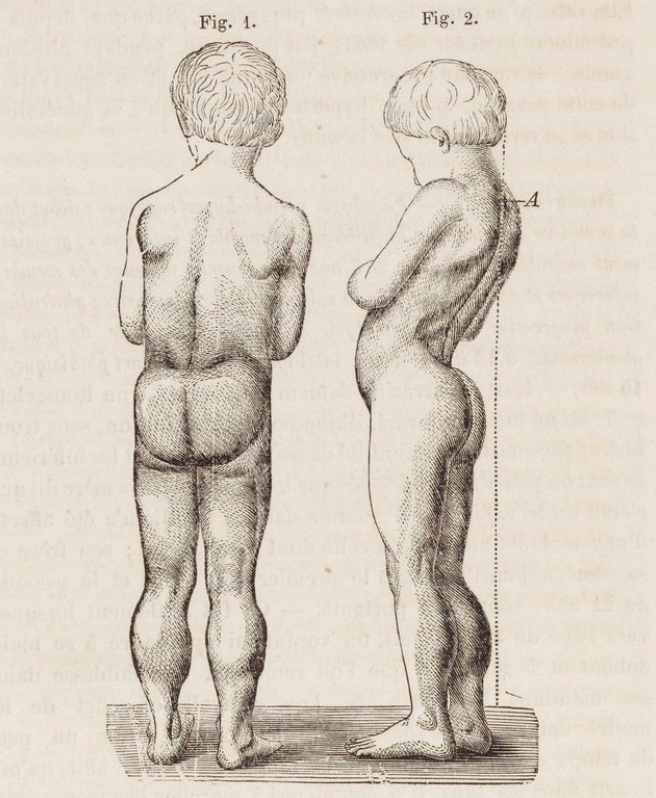
رسم لطفل يبلغ من العمر 7 سنوات مصاب بضمور العضلات دوشين

ظهور علامات المرض بالفحوصات المخبرية أو تحت المجهر قد يكون من سن الولادة، لكن ظهور أولى علامات الضعف قد تكون في سن ما بين السنة الثانية والثالثة من العمر. قد تتأخر هذه الأعراض في بعض الحالات. كثيراً ما تكون القدرات العقلية للأطفال المصابين متوسطة. لكن احياناً يكون ذكائهم طبيعي أو حتى اعلى من المعدل الطبيعي.
الضعف

يصيب الضعف العضلات الطرفية القريبة(الكتف والأفخاذ) قبل الطرفية البعيدة(الساعد والسيقان) والسفلى قبل العلوية.
الطفل المصاب عادة ما يواجه مشاكل بالجري، القفز وصعود السلالم. عند المحاولة للقيام من وضعية الجلوس قد يعتمد الطفل على يديه لدفع جسمه لاعلى هذه تسمى بعلامة جور (علامة جاور). عادة ما يلاحظ على الطفل المشية المتمايلة وانحناءة في الظهر للخلف وتضخم في عضلات السيقان الخلفية (البطات). قد يشتكي الطفل من ألام في الأرجل في بداية المرض. عادة ما يلزم المريض الكرسي المتحرك في سنة الثانية عشرة.
اعتلال عضلة القلب

اعتلال عضلة القلب الأولي ومشاكل كهربائية القلب قد يصاب بها المريض في أوائل سنة المراهقة ما بين 14-18 سنة وتزيد نسبة الإصابة بشكل كبير جداً بعد سن 18. 

غالباً ما يكون الاعتلال نتيجة لتليف بعض انسجة القلب الدقيقة. غالباً ما يبدء التليف في جهة البطين الأيسر. هذه التغيرات في انسجة القلب غالباً ما تكون بلا أعراض ظاهرة حتى تقدم المرض بشكل كبير. قد يكون عدم ظهور الأعراض بسبب عدم قدرة المريض على التمارين وعمل الحركات المتطلبة بعض الإجهاد. نادراً ما يكون فشل عضلة القلب سبب رئيسي لوفاة المريض بلا مشاكل تنفسية. مشاكل عضلة القلب قد يمكن السيطرة عليها بالأدوية طبية.
المضاعفات العظمية

كسور اليدين والسيقان قد تشكل نسبة كبيرة بسبب السقوط المتكرر خاصة في حالة المشي بدون معاونة أحد.

الجنف أو إنحناء العامود الفقري، ملاحظ في غالبية الأطفال المصابين. الجنف مع الضعف التدريجي للمريض قد يكون مسبب لتدهور الوظائف التنفسية، في حالة متأخرة قد ينتج فشل الجهاز التنفسي بصورة عامة .

## تطور المرض
الحثل العضلي مرض متطور يزداد مع التقدم في العمر، نادراً ما تظهر الأعراض في السنة الأولى من العمر، وعادة ما تبدأ الأعراض قبل السادسة من العمر، تظهر على شكل ضعف متطور ومستمر وثابت في عضلات الرجلين والحوض، مصحوبة بضمور في العضلات، ويمتد الضعف ليصيب عضلات اليدين والكتفين والرقبة وبقية اجزاء الجسم، وقد لوحظ ان شدة الإصابة في النصف السفلي أكثر منها في النصف العلوي من الجسم.
يلاحظ ان عضلات باطن الساق تتضخم في البداية، وهو ما يسمى التضخم الكاذب، فالانسجة العضلية تضمر ويحل مكانها أنسجة دهنية والانسجة الليفية connective tissue، ضمور هذه العضلات يؤدي إلى تليفها وقصرها، وهو ما يؤدي إلى تفقعم الأطراف، ومن ثم إلى العوق الحركي للطفل، فيصبح محتاجاً للعكازات للمشي قبل بلوغه العاشرة من العمر، ويصبح المصاب يعتمد على الكرسي المتحرك قبل الثانية عشر من العمر
ضعف العضلات والعيوب العظمية تؤثر على حركة الجهاز التنفسي، فيحدث تكرار للالتهابات الرؤية، وهي ما قد يؤدي للوفاة في أوائل العشرينات من العمر.

## التشخيص
يبدأ التشخيص مع ظهور الأعراض المميزة لهذا المرض، فضعف العضلات يبدأ من منطقة الحوض والرجلين حيث يكون هناك صعوبة في وقوف الطفل من وضع الجلوس، حيث يكون معتمداً على استخدام اليدين، ثم يتطور الضعف ليصيب بقية عضلات الجسم، كما أن هناك علامة مميزة أخرى وهي التورم الكاذب لعضلة بطة الساق، وقد يحتاج الطبيب المعالج لأجراء بعض الفحوص لتأكيد التشخيص ومنها:
- تحليل كرياتينين فوسفوكاينيزserum CPK حيث يرتفع 50-100 مرة فوق المعدل الطبيعي
- تخطيط العضلات الكهربائي electromyography، ويظهر ان الضعف في حركة العضلة ناتج من العضلات وليس من الأعصاب
- فحص عينة من العضلة تحت المجهرmuscle biopsy، وتلك تثبت نوعية الخلل في العضلات
- تخطيط القلب الكهربائي، ويكشف وجود أي نشاط غير طبيعي للقلب

## كيفية العناية بالطفل المصاب الحِثل العضلي
يمر الطفل بمراحل مختلفة من تطور المرض مما يتطلب أنواع مختلفة من العلاج:
- العلاج الطبيعي ودعامات المفاصل: لتحسين مرونة جسد الطفل والتقليل من حدة تقلصات المفاصل التي تحدث بسبب ضعف العضلات المجاورة للمفاصل مما يجعل عملية تحريكها صعبة ويسبب الألم للمريض. قد تساعد عملية تثبيت المفاصل على إعطاء الطفل وقت أطول للمشي معتمدا على نفسه.
- أجهزة المساعدة: الكراسي المتحركة التي تعمل بالكهرباء والدراجات الصغيرة لتحسين قابلية الطفل الحركية.
- الكورتيزون: قد يقوم الطبيب بوصف دواء الكورتيزون (Prednisone) لكي يساعد على إبطاء معدل تدهور العضلات. في الغالب يوصف في سن الخامسة والسادسة أو عندما تضعف قدرة الطفل. وولهذا الدواء آثار جانبية منها زيادة الوزن الذي قد يضيف عبء اضافيا على عضلات الطفل الضعيفة. بالإضافة إلى الاعراض الجانبية الأخرى، لذا تلزم مراقبة طبية.
- جهاز تنفس: لمساعدته على القيام بعملية التنفس.
- التصاق الفقري (الاندماج الشوكي): يعاني الأطفال المصابين بحالة تعرف بالجنف، وهي حالة تقوس للعمود الفقري إلى الامام على شكل حرف سي (C) أو على الجنبين كحرف اس (S)باللغة الإنجليزية نتيجة لعدم قدرة عضلات الظهر من الحفاظ على انتصاب العمود الفقري نتيجة لضعفها. ويتم دمج العمود الفقري جراحيا لبعض الأطفال الذين يعانون من حالات حادة من الجنف، وهي عملية يمكن أن تخفف الألم وكذلك من حدة تقوس العمود الفقري لكي يتمكن الطفل من الجلوس مستقيما وبشكل مريح على الكرسي ولضمان عدم تأثير التقوس الفقري على التنفس.
- العناية بالجهاز التنفسي : يعاني العديد من الأطفال المصابين بالمرض من ضعف عضلة القلب والجهاز التنفسي مما قد يؤدي ضعف طرد البلغم عند السعال وفي بعض الأحيان قد يتطور ليصاب الجهاز التنفسي بالالتهابات التي قد تكون خطيرة. وتشكل كلا من العناية الصحية العامة الجيدة واللقاحات المنتظمة عاملان مهمان للأطفال المصابين بالمرض من اجل منع الإصابة بهذه الالتهابات.
- السّغل /الحِثل العضلي من نوع بيكر، وهو شبيه بمرض الحِثل العضلي ديتشي، ولكن أعراضه أخف وتبدء في سن المراهقة.

## العلاج
ليس هناك علاج يمنع المرض من الحدوث أو يزيله، ولكن يتم العلاج لتقليل تأثيرات المرض على الطفل المصاب، ومنها:
- العلاج الطبيعي: والهدف منها تقليل التقفعات والعاهات وتأخير حدوثها، الحفاظ على القوة العضلية، الحفاظ على أقصى جهد وظيفي، زيادة الحركة للمفاصل والوظيفة بواسطة الجبائر، الحفاظ على زيادة سعة التنفس
- النشاط الرياضي: الخمول يساعد على زيادة الشد العضلي والتشوهات
- المعالجة الجراحية: قد يفقد الطفل القدرة على المشي نتيجة تيبس العضلات والمفاصل، وغالباً ما يحدث ما بين 8-14 سنة، لذى فقد يحتاج للتدخل الجراحي لتحرير الشد والتشوه حول المفصل ليعطي مجال أوسع لحرية الحركة، كما قد يحتاج الطفل للجراحة عند زيادة حدة تقوس العمود الفقري
- الأدوية: هناك بعض الأدوية المستخدمة لعلاج الشد العضلي
- الدعم النفسي والاجتماعي.

## روابط خارجية
- Muscular Dystrophies على مشروع الدليل المفتوح